# Ja w środku tańczę
Ja w środku tańczę (ang. Inside I'm Dancing) – brytyjsko-francusko-irlandzki film z 2004 roku, wyreżyserowany przez Damiena O’Donnella.

## Fabuła
Film opowiada o drodze do usamodzielnienia dwóch niepełnosprawnych mężczyzn: Rory’ego O’Shea (James McAvoy) i Michaela Connolly’ego (Steven Robertson). Po wynajęciu odpowiedniego mieszkania poszukują osoby, która mogłaby się nimi zająć. Wybór pada na piękną Siobhan (Romola Garai).

## Obsada
- James McAvoy jako Rory O’Shea
- Steven Robertson jako Michael Connolly
- Romola Garai jako Siobhan
- Brenda Fricker jako Eileen
- Tom Hickey jako Con O’Shea
- Ruth McCabe jako Annie
- Gerard McSorley jako Fergus Connolly